# John Wilmot, 2:e earl av Rochester
John Wilmot, 2:e earl av Rochester, född 1 april 1647 på Ditchley House nära Charlbury i Oxfordshire, död 26 juli 1680 i Woodstock i Oxfordshire, var en engelsk libertin, vän till kung Karl II och författare till satirisk och obscen poesi. Han var son till Henry Wilmot, 1:e earl av Rochester.
Han var hyllad vid hovet under restaurationen och en konstens beskyddare. Earlen av Rochester var gift med arvtagerskan Elizabeth Malet, men hade många älskarinnor, däribland skådespelerskan Elizabeth Barry. Han skall ha förnekat ateismen på sin dödsbädd.
Han porträtteras av Johnny Depp i filmen The Libertine (2005).